# Distretto di Huayan
Il distretto di Huayan è un distretto del Perù nella provincia di Huarmey (regione di Ancash) con 1.085 abitanti al censimento 2007 dei quali 428 urbani e 657 rurali.
È stato istituito il 21 dicembre 1907.